# Посёлок Тельмана (Челябинская область)
Те́льмана — посёлок в Саткинском районе Челябинской области. Входит в состав Романовского сельского поселения.
Назван в честь Эрнста Тельмана (1886—1944), лидера немецких коммунистов.
Через посёлок протекает река Иструть. Ближайшие населённые пункты: посёлки Чулковка и Единовер.

## Население
| 2002 | 2010 |
| ---- | ---- |
| 56   | ↗67  |

По данным Всероссийской переписи, в 2010 году численность населения посёлка составляла 67 человек (30 мужчин и 37 женщин).

## Улицы
Уличная сеть посёлка состоит из 3 улиц.